# Junevičius
Junevičius ist ein litauischer männlicher Familienname slawischer Herkunft.

## Weibliche Formen
- Junevičienė, verheiratet
- Junevičiūtė, ledig

## Personen
- Dainius Junevičius (* 1958), Diplomat und Botschafter
- Vytenis Junevičius (* 1958), Manager, Diplomat und Politiker, Vizeminister der Wirtschaft